# Store Kongensgade
Store Kongensgade er en af hovedgaderne i bydelen Ny-København i København, der går fra Kongens Nytorv til Østerport med et knæk ved Esplanaden. Gaden indgår i Ring 2 og er ensrettet fra Østerport mod Kongens Nytorv, mens de parallelle Bredgade/Grønningen er ensrettet i den modsatte retning. Disse ensretninger blev indført 9. april 1940.[kilde mangler]
Gaden blev omlagt omkring 1650 som Gothersgade mens den nuværende Gothersgade hed Ny Kongensgade. De to gader byttede navn omkring 1663. Det nuværende navn Store Kongensgade kendes fra 1737, idet den dog også blev kaldt Ny Kongensgade til et stykke op i 1700-tallet. Til almindelig forvirring har den nuværende Ny Kongensgade andet steds i byen også været kendt under dette navn siden 1683.
I husrækken mellem nummer 7 og nummer 17B er der indgang til etablissementet Boltens Gård. Guldsmedefirmaet A. Dragsted ligger i Store Kongensgade 20. I gaden finder man også Ritzaus Bureau (i nr. 14) og Dagbladet Information (i nr. 40C, i Sankt Annæ Passage).
Mellem Store Kongensgade og Bredgade ligger Marmorkirken, og Marmorkirken Station, som har hovedtrappe ud mod Store Kongensgade.
Mellem Store Kongensgade og Grønningen er et lille "bornholmerkvarter" med gaderne Hammerensgade, Jens Kofods Gade, Poul Ankers Gade og Bornholmsgade. I nordenden af Store Kongensgade, hvor den støder sammen med Grønningen, er der et lille grønt anlæg, hvor skulpturen Atlas bærende Himmelkuglen paa Skuldrene er opstillet.

## Gadens beboere gennem tiden
- Den reformerte menighed havde et fattighus i Store Kongensgade, hvor Jacob Coning levede sine sidste år (han døde 1724).
- Store Kongensgade Fajancefabrik (Delf's Porcelins- eller Hollandsch Steentøjs Fabrique) lå fra 1722 til 1770'erne på hjørnet af Store Kongensgade og den nuværende Fredericiagade.
- Julius Henrik von Qvoten åbnede 20. november 1747 "den kongelige privilegerede tyske og danske Skueplads".
- I 1772 købte Niels Ryberg et hus i Store Kongensgade, hvor firmaet Ryberg, Thygesen & Co. fik domicil.
- Claus Schall boede i 1796 i Store Kongensgade 57.
- Emil Aarestrup voksede efter sine forældres død op hos sin morfar i Store Kongensgade.
- Prinsesse Juliane Sophie og hendes mand, Vilhelm af Hessen-Philippsthal-Barchfeld blev gift i 1812 og bosatte sig i den Rybergske Gård.
- Mariboes Skole lå 1838-1899 i Store Kongensgade 51 (nu 55)
- Orlogskaptajn Johan Frederik Braëm, hans kone Serene Lindam  og deres børn boede i Store Kongensgade 270 i 1845[2].
- F.F. Petersen drev 1857-1866 drev fotografisk atelier i Store Kongensgade 39 (1859 omnummereret til nr. 21).
- Fotografen Carl Christian Hansen havde fra 1854 til i hvert fald 1869 atelier i haven bag Thotts Palæ med indgang fra Store Kongensgade 26. I 1872 åbnede han nyt atelier i Store Kongensgade 21. 1874 flyttede han til Vesterbro.
- Galle & Jessen begyndte i 1872 i Store Kongensgade 6, men flyttede efter tre år til Toldbodgade.
- Holger Petersens Tekstilfabrik blev stiftet i Store Kongensgade i 1878, men nye bygninger på Tagensvej blev opført 1883.
- Rugbrødsfabrikken Schulstad blev stiftet 1880 af bagermester Viggo Schulstad i Store Kongensgade og flyttede i 1902 til Ryesgade.
- Cigarfabrikken Horwitz & Kattentid lå fra 1892 til 1917 i Store Kongensgade 29.
- Lægen Carl Ottosen oprettede Fysisk Kuranstalt i Store Kongensgade 36-38.
- Den nazistiske avis Fædrelandet (1939-1945) lå i nr. 40.
- Fabrikken LYFA lå fra 1903 til 1929 i nr. 63.
- Toldinspektør Jacob Rahbek opførte i 1782 nr. 59.
- Komponist Rued Langaard (1893-1952) flyttede i 1928 ind i Store Kongensgade 85.

## Huse og arkitekter
- Kongens Nytorv 8/Store Kongensgade 14 Frederik L. Levy (1904-05)
- Store Kongensgade 21 Julius Bagger (1904)
- Store Kongensgade 23 Christian Olsen Aagaard (1850), brugt til Bernhard Hertz sølvvarefabrik
- Palægade 6-8/Store Kongensgade 26-30 Philip Smidth (1900-02)
- Store Kongensgade 31 Axel Preisler og Einar Ambt (ombygning 1916 og senere)
- Store Kongensgade 36-38 Julius Bagger (1902)
- Handelsbankens afdeling, Store Kongensgade 49, Ejnar Thuren og Claudius Hansen (1934)
- Fabriksbygning, Dronningens Tværgade 28/Store Kongensgade 55 Axel Maar (bagbygningen) (1930)
- Store Kongensgade 63 Vilhelm Klein (1875)
- Store Kongensgade 68, Danneskiold-Laurvigs Palæ, tilskrives Johann Adam Soherr (ca. 1745)
- Store Kongensgade 72 tilskrives Joseph-Jacques Ramée (1797)
- Store Kongensgade 108 (Christians Plejehus, siden Det Kongelige Opfostringshus) Christian Carl Pflueg (1766-69)
- Store Kongensgade 114/Esplanaden 2 Nicolai Hansen (1906)
- Hammerensgade 2/Store Kongensgade 118 Axel Preisler (1926-27, efter konkurrence)
- Hammerensgade 4/Bornholmsgade 3/Store Kongensgade 126 Einar Madvig og Gotfred Tvede (1921)
- Store Kongensgade 132-34 Vilhelm Fischer og N.P.P. Gundstrup